# Bacchios de Tanagra
Bacchios de Tanagra (Βακχεῖος) est un médecin grec du IIIe siècle av. J.-C.

## Notice biographique
Originaire de Tanagra, ville proche de la frontière avec l’Attique en Béotie, il est contemporain de Philinos de Cos, à qui il s’opposait. Il fut continuateur de Hérophile, et Érotien, médecin grec du temps de Néron dans son Glossaire d’Hippocrate le mentionnait régulièrement.

## Œuvre
- Glossaire d’Hippocrate